# Aillas-le-Vieux

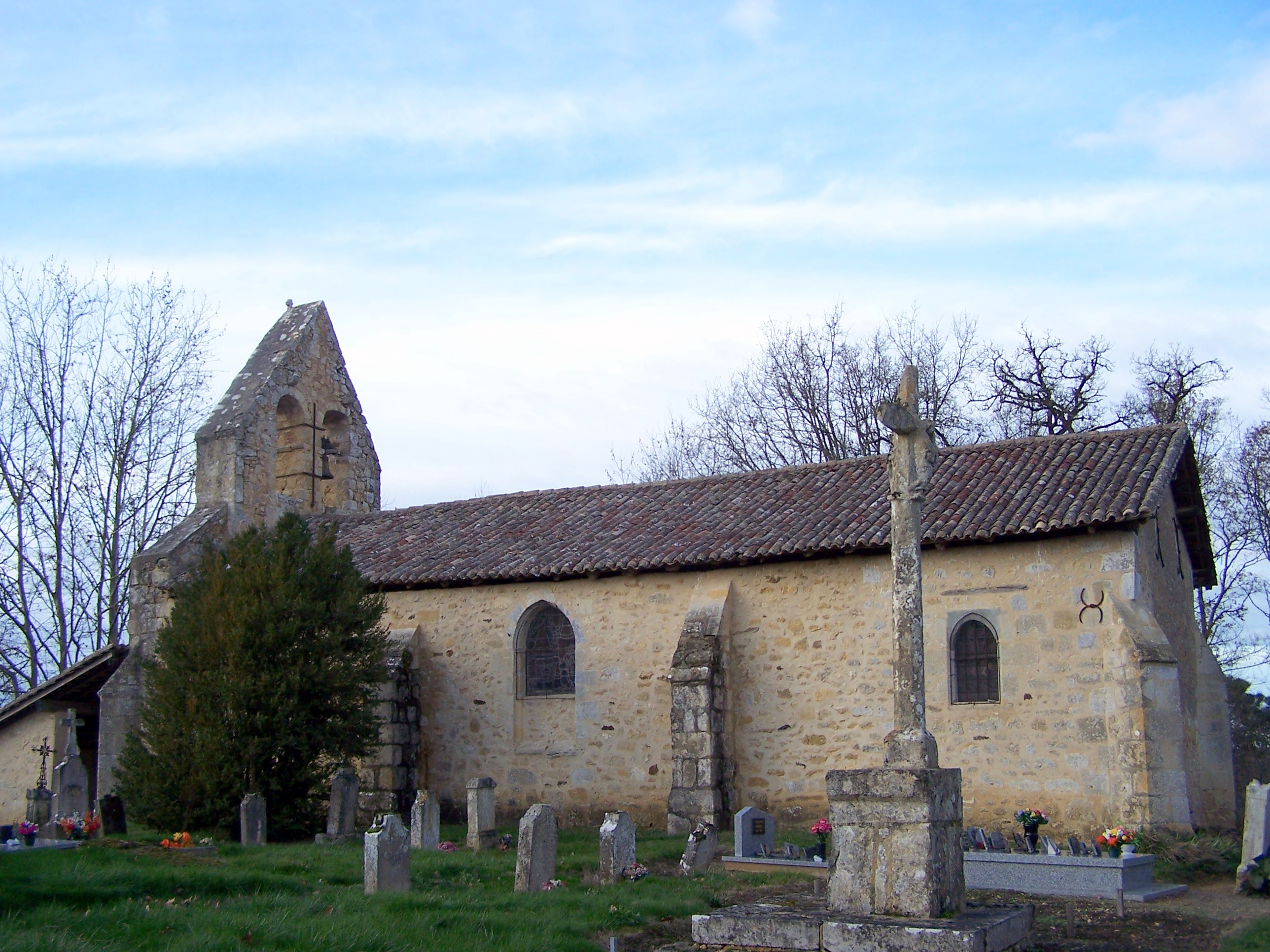
Kirche Notre-Dame, im Vordergrund das Friedhofskreuz

Aillas-le-Vieux ist ein Ortsteil der französischen Gemeinde Sigalens im Département Gironde der Region Nouvelle-Aquitaine.
Im Jahr 1851 wurde die Gemeinde Sigalens aus den bisher zu Aillas gehörenden Ortsteilen Aillas-le-Vieux, Glayroux und Monclaris gebildet.

## Sehenswürdigkeiten
- Kirche Notre-Dame (Monument historique)
- Friedhofskreuz (Monument historique)

Siehe auch: Liste der Monuments historiques in Sigalens